# Bischwiller
Bischwiller település Franciaországban, Bas-Rhin megyében. Lakosainak száma 12 211 fő (2022. január 1.). Bischwiller Kaltenhouse, Gries, Haguenau, Oberhoffen-sur-Moder, Rohrwiller és Weyersheim községekkel határos.

## Népesség
A település népességének változása:
| Lakosok száma | 12 718 | 12 579 | 12 709 | 12 538 | 12 615 | 12 746 | 12 606 | 12 435 | 12 211 |
|               | 2013   | 2015   | 2016   | 2017   | 2018   | 2019   | 2020   | 2021   | 2022   |

## Híres szülöttjei
- Lucien Muller labdarúgó